# Hispoleptis ollagnieri
Hispoleptis ollagnieri es una especie de insecto coleóptero de la familia Chrysomelidae.
Fue descrita científicamente en 1973 por Berti & Chenon.